# Deșertul Sirian
Deșertul Sirian (arabă بادية الشام  - badiat ash sham), cunoscut și sub numele de Stepa siriană, Stepa iordaniană, sau Badia, este o regiune de deșert, semi-deșert și stepă care acoperă 500.000 kilometri pătrați (200.000 square milei) din Orientul Mijlociu, inclusiv părți din sud-estul Siria, nord-est Iordania, nord-est Arabia Saudită și vest Irak. Acesta reprezintă 85 % din suprafața de teren a Iordaniei și 55% din Siria. La sud se învecinează și se unește cu Deșertul Arabiei. Terenul este deschis, stâncos sau cu pietriș, numit și pavaj de deșert, tăiat ocazional de wadiuri.

## Locație și nume
Deșertul este mărginit de Valea Orontes și câmpul vulcanic al Harrat al-Shamah la vest și de Eufrat la est. În nord, deșertul face loc zonelor mai fertile, iar la sud se unește cu în deșerturile Peninsulei Arabice.

## Vegetație
Deșertul Sirian reprezintă o combinație dintre ținuturi stepoase și zone deșertice, cu dune de nisip. În acest deșert sunt multe oaze, în care trăiesc până astăzi triburi de arabi beduini.  

## Clima
Temperaturile oscilează în acest ținut arid între 18-40°C. Cad mai puțin de 125 mm precipitații anual.

## Economie
Prin deșert trec sute de conducte subterane, ce transportă petrolul din Arabia și Irak spre orașele mediteraniene spre export.

## Galerie

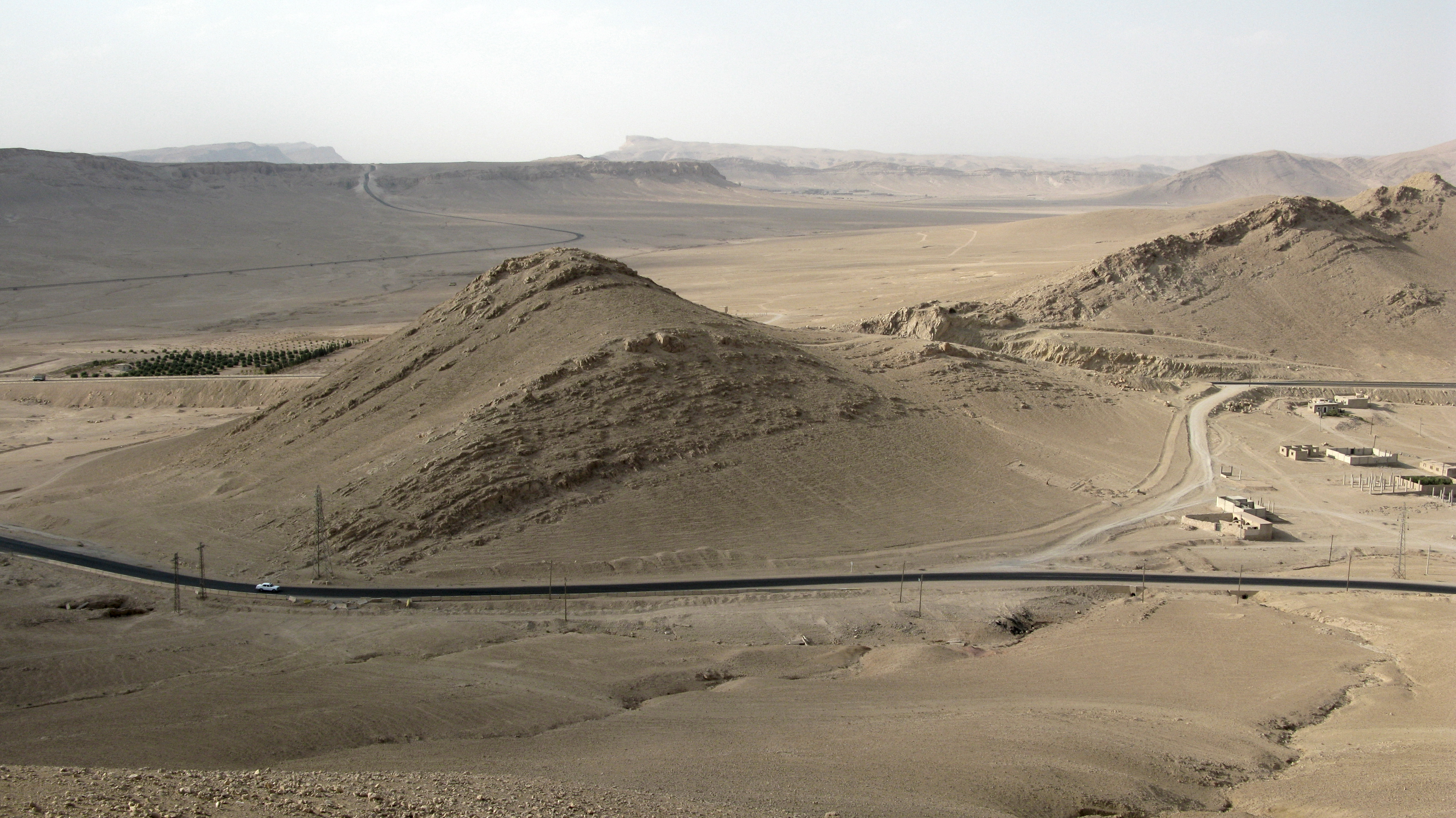
Drum în deșert lângă Palmyra
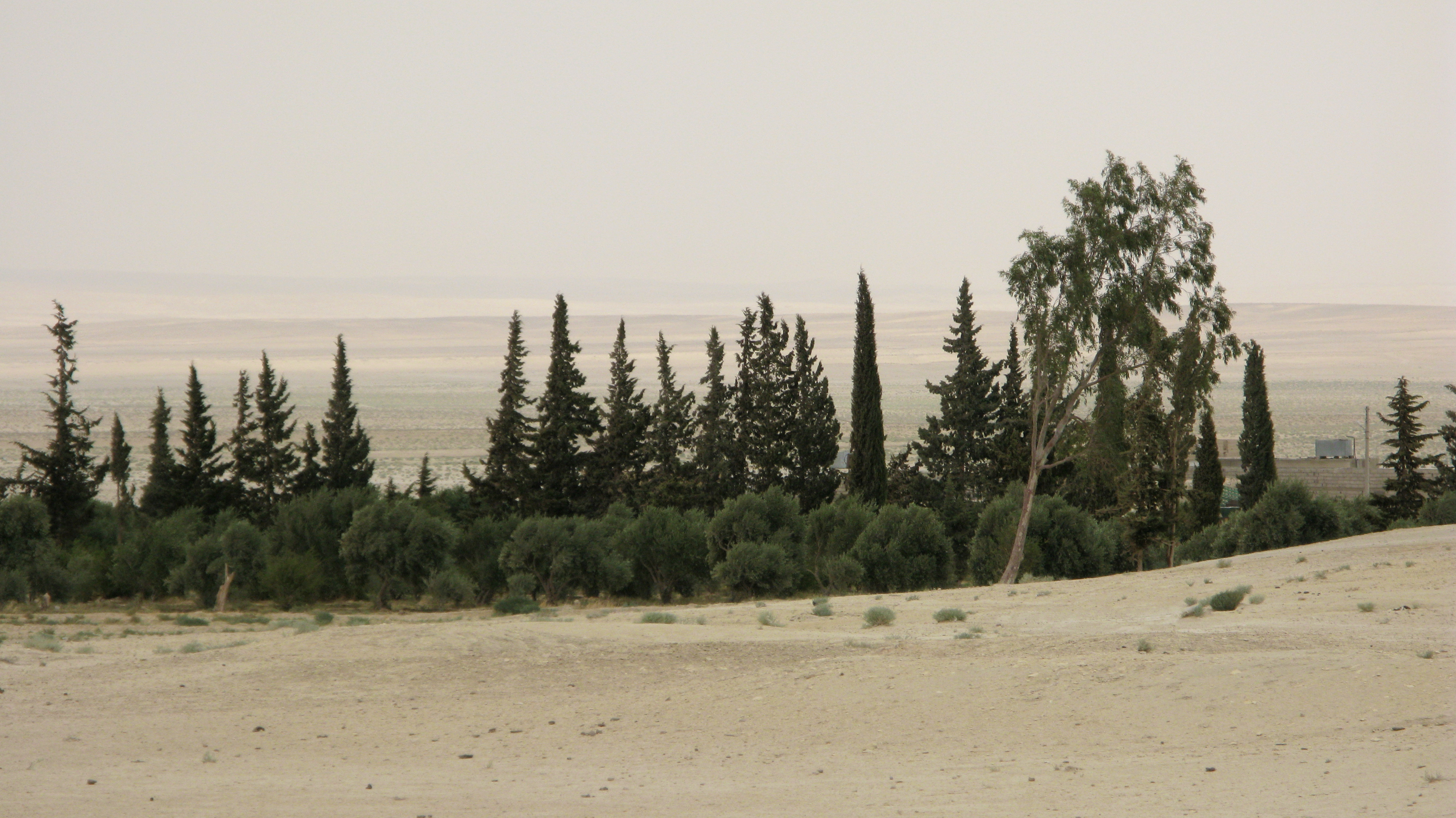
Oaza lângă Al-Sukhnah
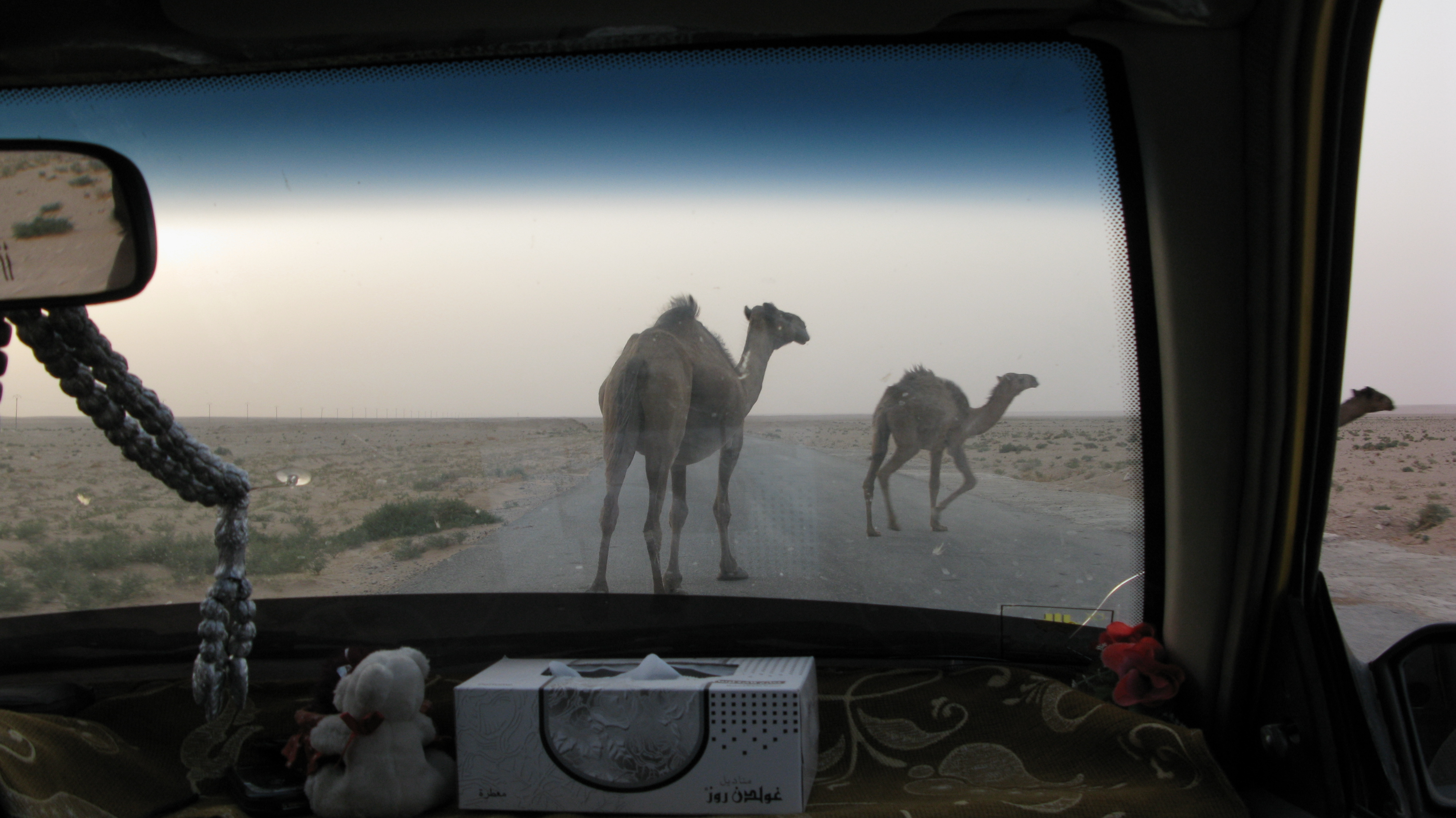
Cămile în deșert lângă Raqqa
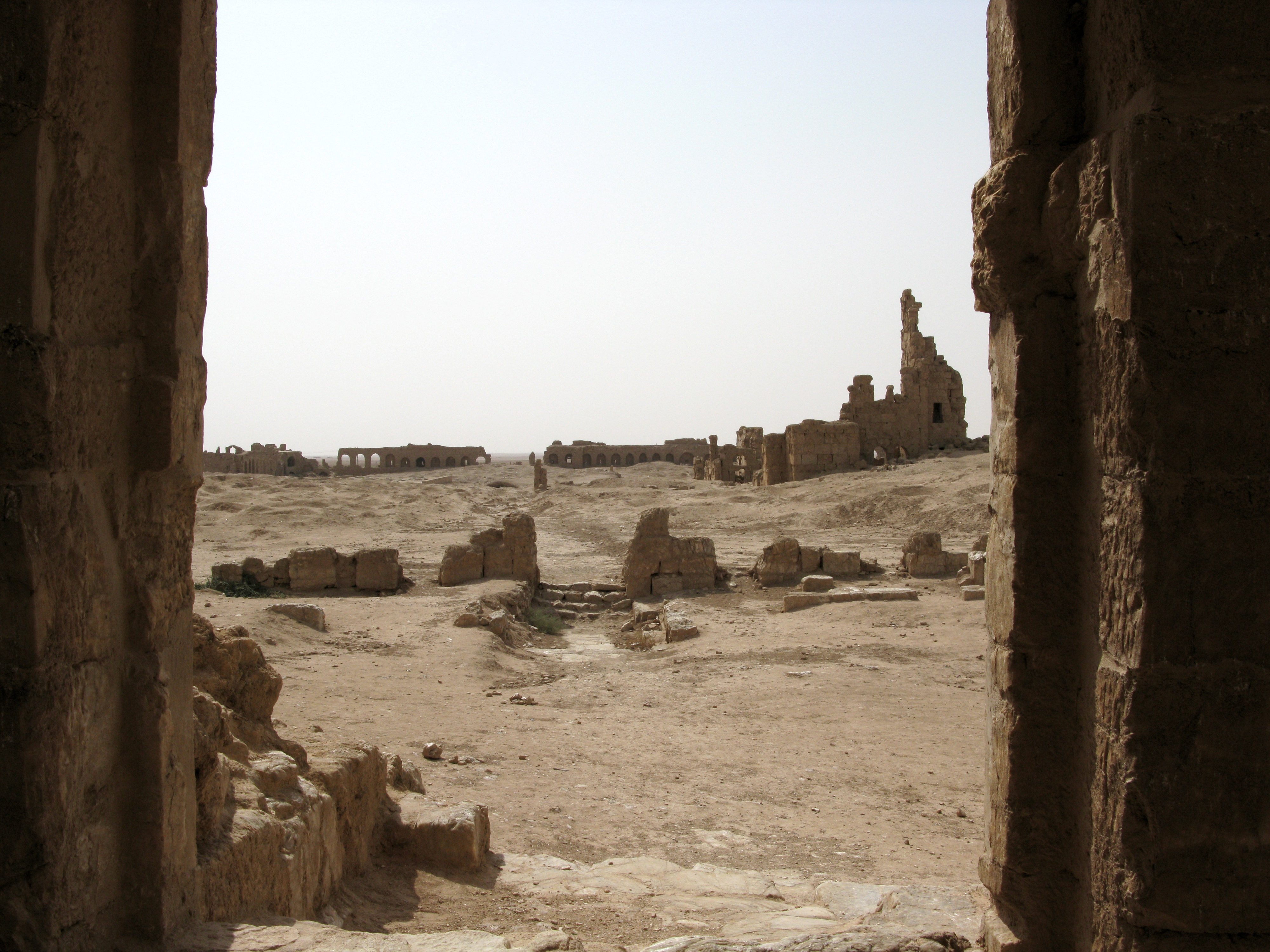
Ruine la Resafa, la sud-vest de Raqqa și Eufrat.
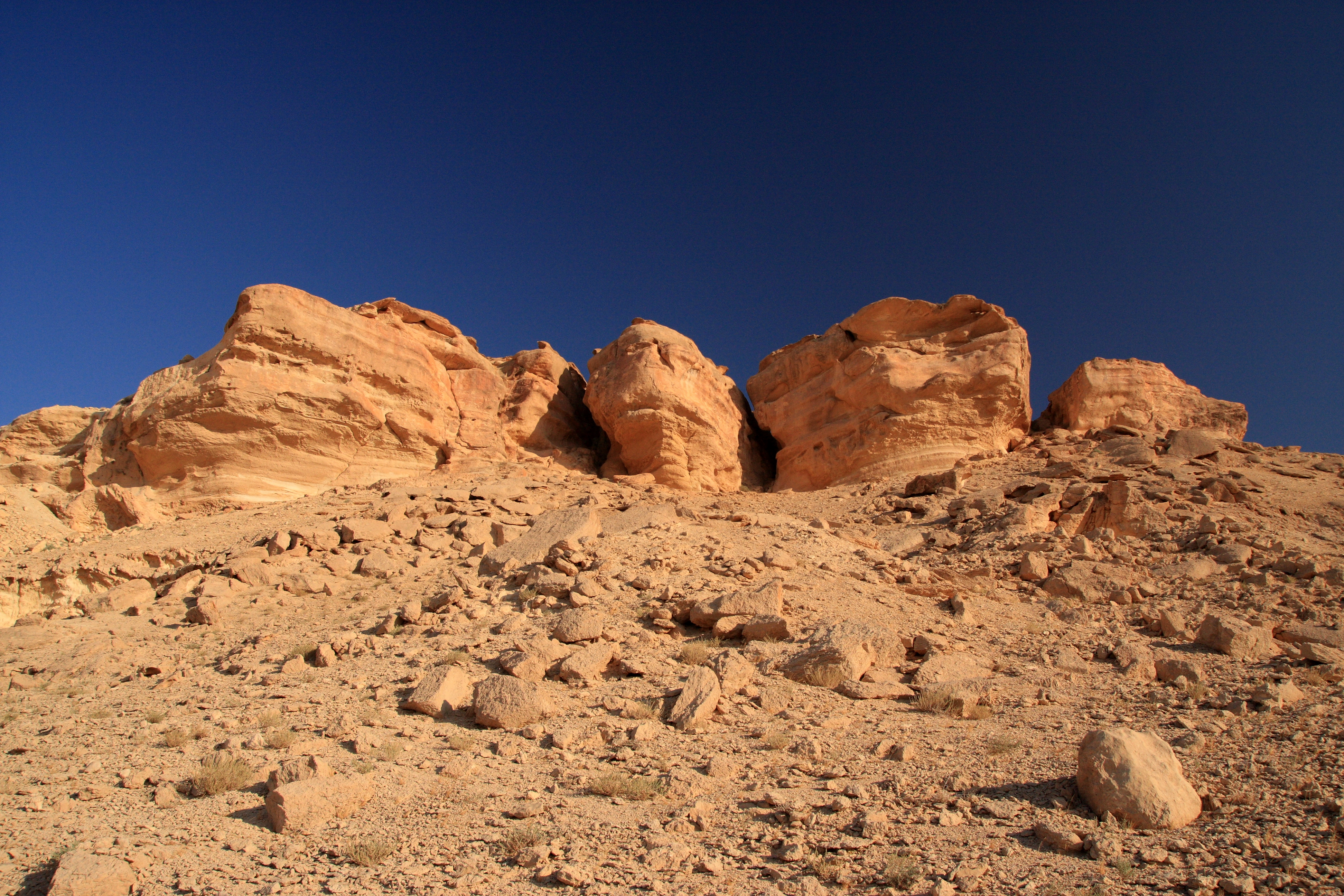
Roci, locație neidentificată